# Кени Далглиш
Кенет „Кени“ Мадийсън Далглиш (на английски: Kenneth "Kenny" Mathieson Dalglish) е шотландски футболист и треньор. Той е най-известен с успехите си в шотландския отбор Селтик и като играещ мениджър на английския Ливърпул. Поставен е на първо място в класацията на Ливърпул „100-те играчи, които разтърсиха Коп-а“. Два пъти е избиран за футболист на годината в Англия.

## Футболна кариера
Кени Далглиш е бил фен на Рейнджърс като малък, но по ирония на съдбата кариерата му започва в Селтик през 1967 г. и изиграва 324 мача със 167 гола. С тях той става шампион на Шотландия пет пъти, печели купата на страната четири пъти и веднъж купата на лигата.
Боб Пейсли чупи рекорда за най-висока трансферна сума на британския футбол, когато го взема в Ливърпул през август 1977 г., плащайки за него 440 000 паунда. Кинг Кени е взет да замести идола на Коп Кевин Кийгън, който току-що е продаден на Хамбургер ШФ. Далглиш грабва короната на Коп още в първия си сезон с многобройните си голове, последният от които вкарва на финала за КЕШ на Уембли срещу ФК Брюж за победата с 1:0 през 1978 г. Всички пишещи за футбол във Великобритания го избират за играч на сезона. В 515 изиграни мача за Селтик и Ливърпул става шампион през 1972, 1973, 1974, 1977, 1979, 1980, 1982, 1983, 1984 и 1986 г., и носител на купата през 1972, 1974, 1975, 1977, 1986 г. С Ливърпул печели КЕШ през 1978, 1981 и 1984 г., Суперкупа на Европа през 1977 г. и финалист за КЕШ през 1985 г. Футболист № 1 на Шотландия за 1974 г. и на Англия - 1979 и 1983 г. За националния отбор на Шотландия дебютира на 10 ноември 1971 г. срещу Белгия (1:0) и изиграва рекордните 102 мача с 30 гола (изравнен рекорд на Шотландия заедно с Денис Лоу), като последният му мач е срещу Люксембург през 1987 г. (0:0).
Участва в три световни първенства — през 1974, 1978 (с гол срещу Холандия за 1:1, 3:2 краен резултат) и 1982 г. (един срещу Нова Зеландия, с който открива резултата за 5:2).

## Успехи

### Като футболист
Селтик
- Шотландска Първа дивизия (4): 1971–72, 1972–73, 1973–74, 1976–77
- Купа на Шотландия (4): 1971–72, 1973–74, 1974–75, 1976–77
- Купа на Лигата (1): 1974–75

 Ливърпул
- Първа английска дивизия (6): 1978–79, 1979–80, 1981–82, 1982–83, 1983–84, 1985–86
- ФА Къп (1): 1985–86
- Купа на Футболната лига (Англия) (4): 1980–81, 1981–82, 1982–83, 1983–84
- Шарити Шийлд (5): 1977, 1979, 1980, 1982, 1986
- КЕШ (3): 1977–78, 1980–81, 1983–84
- Суперкупа на УЕФА (1): 1977

### Като треньор
Ливърпул
- Първа английска дивизия (3): 1985–86, 1987–88, 1989–90
- ФА Къп (2): 1985–86, 1988–89
- Купа на Футболната лига (Англия) (1): 2011–12
- Супер купа на Англия (1): 1986–87
- Шарити Шийлд (4): 1986, 1988, 1989, 1990

 ФК Блекбърн Роувърс
- Английска висша лига (1): 1994–95
- Втора дивизия (плейоф) (1): 1991–92

 Селтик
- Шотландска купа на лигата (1): 1999-2000

### Индивидуални
- Златна топка: Runner-up 1983
- МОК European Footballer of the Season: 1977–78
- Футболист на годината ПФА: 1982–83
- Футболист на годината ФУА: 1978–79, 1982-83
- Английска зала на славата (футболист): 2002
- Шотландска зала на славата: 2004
- Английска зала на славата (футболист): 2008

## Треньорска кариера
През 1985 г. Кени Далглиш става първият играещ мениджър в историята на клуба. Периодът на неговото управление се запомня със спечелените три шампионски титли и две купи на ФА, като през сезона 1985/86 отборът постига дубъл. След като напуска ФК Ливърпул през 1991 г. поема отбора на ФК Блекбърн Роувърс, който тогава е във Втора дивизия. През сезон 1991/92 печели промоция във Висшата лига, а през 1995 г. под негово ръководство Блекбърн стават шампиони на Англия. Селекционер на Глазгоу Рейнджърс през сезон 1996/97 г. Треньор на Нюкасъл през 1997/98 г.
На 8 януари 2011 г. отново поема Ливърпул, след разочароващото представяне на Рой Ходжсън. Печели Купата на Лигата, като по този начин става седмият мениджър спечелил английското първенство, ФА Къп и Купата на Лигата.
Към 3 март 2012 г. Кени Далглиш има 450 мача като мениджър на отбор от Висшата лига (Нюкасъл, Блекбърн след промоцията и Ливърпул), в които има 247 победи, 115 равенства и 88 загуби.